# Autosfibra
Autosfibra Ltda. war ein brasilianischer Hersteller von Automobilen.

## Unternehmensgeschichte
Das Unternehmen wurde 1999 in Itajaí gegründet. Es begann mit der Produktion von Automobilen. Der Markenname lautete Autosfibra. Ein Teil der Fahrzeuge wurde exportiert. Außerdem war das Unternehmen im Bereich Fahrzeugtuning beschäftigt.
Die Fabrik wurde 2019 wegen Markenfälschung geschlossen.

## Fahrzeuge
Im Angebot standen Nachbildungen sportlicher Fahrzeuge. Die Basis bildete ein selbst hergestellter Rohrrahmen. Die Karosserie bestanden aus Kunststoff und Fiberglas. Die Motoren stammten von verschiedenen in- und ausländischen Herstellern und waren oftmals in Mittelmotorbauweise hinter den Sitzen montiert.
Nachfolgend eine Übersicht der nachgebauten Modelle während der ersten zehn Jahre:
- Ferrari Dino mit wassergekühltem Motor von Volkswagen do Brasil
- Ferrari F40 mit Audi-, Ford-, VW- oder importiertem Motor
- Ferrari F355 mit Audi-, Ford-, VW- oder importiertem Motor
- Lamborghini Murciélago mit Audi-, Ford-, VW- oder importiertem Motor
- Porsche 550 mit luftgekühltem Motor von VW
- Porsche 911 mit wassergekühltem Motor von VW
- Porsche 993 mit wassergekühltem Motor von VW
- Porsche 996 mit wassergekühltem Motor von VW
- Porsche Boxster mit wassergekühltem Motor von VW
- Porsche Carrera GT mit Audi-, Ford-, VW- oder importiertem Motor

Die Nachbildungen von Ferrari F355, Lamborghini Murciélago, Porsche 550 und 993 befanden sich weiterhin im Sortiment. Vier Nachbildungen waren neu dazugekommen. Jene des Ferrari F50 hatte einen V8-Motor mit 230 PS als Mittelmotor und jene des Ferrari 400 einen Sechszylindermotor mit 220 PS als Frontmotor. Der Nachbau des Porsche GTA 3 hatte einen V6-Motor mit 210 PS von Subaru im Heck. Die Nachbildung des Ford GT 40 hatte einen V8-Motor von Ford mit 210 PS in Fahrzeugmitte.